# Gedenkstein Bergmeister Fischer

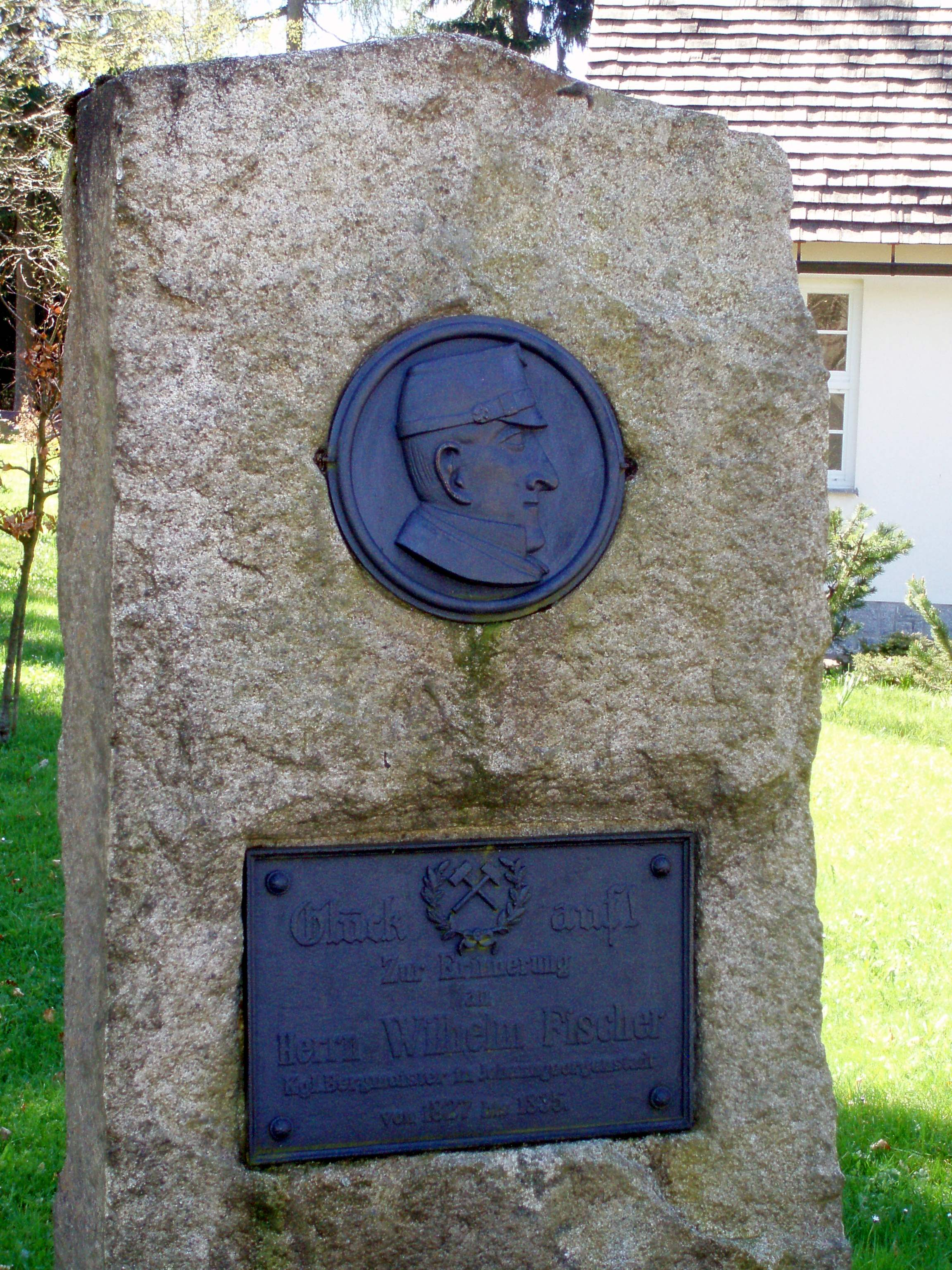
Gedenkstein Bergmeister Fischer in Johanngeorgenstadt, 2008

Der Gedenkstein Bergmeister Fischer ist ein Kulturdenkmal in der erzgebirgischen Stadt Johanngeorgenstadt in Sachsen.

## Lage
Der Gedenkstein befindet sich seit dem Jahre 1993 im Außengelände Am Pferdegöpel 1 unmittelbar vor dem Huthaus am Pferdegöpel in der Mittelstadt.

## Geschichte
Im Jahre 1827 wurde Wilhelm Fischer (* 29. August 1796 in Wurzen; † 11. November 1884 in Dresden) zum Bergmeister des Bergamt Johanngeorgenstadt ernannt, wo er bis zum Jahre 1834 und dann nach Marienberg versetzt wurde. Wilhelm Fischer leistete in Johanngeorgenstadt wesentliche Vorbereitungen zum Zusammenschluss der verschiedenen Gewerkschaften im Fastenberg, der 1838 mit der Vereinigung zu einer Gewerkschaft Vereinigt Feld im Fastenberg dann realisiert wurde. Ferner befasste er sich in Johanngeorgenstadt mit technischen Versuchen und Innovationen, zum Beispiel der Entwicklung einer Seil-Zerreissmaschine sowie der Verbesserung bei der Aufbereitung und Verhüttung der Erze.
Wilhelm Fischer, der seit seiner Pensionierung in Dresden lebte, zeigte sich als Gönner seiner früheren Wirkungsstätte Johanngeorgenstadt. Mit einem Kapital von 300 Talern errichtete er im Jahre 1865 das Haldensluster Gestift, einer Stiftung, deren Zinseinnahmen der Unterstützung von Angehörigen verunglückter Bergleute dienen sollten. Auch nach dem Stadtbrand von 1867 unterstützte er großzügig die Stadt. Mit einer nachträglichen Stiftung 1877 sollte das Huthaus der kombinierten „Hohneujahr und Unverhofft Glück Fundgrube“ (dort befindet sich jetzt der Pferdegöpel) aufgekauft werden und die Halde von Haldenslust zu einer Parkanlage umgestaltet werden. Allerdings reichte das gestiftete Geld nicht aus. Der Ausschuss des zuständigen Bergreviers entschied daher, lediglich einen Gedenkstein für Wilhelm Fischer zu errichten. Doch um dessen Aufstellung gab es – nicht zuletzt auch wegen der 1850 erfolgten Anklage gegen Fischer – langwierige Auseinandersetzungen. Erst 1906 erfolgte die Aufstellung des Steines unweit des Huthauses Treue Freundschaft, fernab des Ortszentrums von Johanngeorgenstadt. Erst nach dem 1930 erfolgten Tod des Betriebsdirektors Ernst Rudolf Poller, dem einstigen Gegner Fischers, wurde das Denkmal für Wilhelm Fischer auf der Haldensluster Halde umgesetzt. Die Kriegs- und Nachkriegsjahre überlebten das aus Bronze bestehende Medaillon mit dem Bildnis Fischers und die aus Gusseisen bestehende Schrifttafel nicht. Das Aktiv für Denkmalpflege im Kulturbund der DDR unter Leitung des Ortschronisten und späteren Ehrenbürgers Christian Teller veranlasste die Neuanfertigung beider Tafeln. Auf dem Platz des Bergmanns wurde der frisch restaurierte Gedenkstein am 20. Oktober 1985 enthüllt. Seine Umsetzung in das Lapidarium am Pferdegöpel erfolgte 1993 mit dessen Wiedererrichtung.

## Kulturdenkmal
Im örtlichen Denkmalverzeichnis ist der Gedenkstein Bergmeister Fischer unter der Erfassungsnummer 09226900 verzeichnet.